# 1293 Sonja
1293 Sonja è un asteroide areosecante del diametro medio di circa 7,8 km. Scoperto nel 1933, presenta un'orbita caratterizzata da un semiasse maggiore pari a 2,2272357 UA e da un'eccentricità di 0,2754386, inclinata di 5,36387° rispetto all'eclittica.
L'origine del suo nome è sconosciuta; probabilmente deriva dalle due lettere della designazione provvisoria dell'asteroide, 1933 SO.